# 米哈伊利夫卡 (米哈伊利夫卡市鎮)
49°18′21″N 34°51′24″E / 49.30583°N 34.85667°E
米哈伊利夫卡（烏克蘭語：Михайлівка）是位於烏克蘭中部的村莊，由波爾塔瓦州波爾塔瓦區的米哈伊利夫卡市鎮負責管轄。該村處於利皮揚卡河畔，面積7.86平方公里，海拔高度107米，2001年人口1,264。